# 南庄镇 (建水县)
南庄镇，是中华人民共和国云南省红河哈尼族彝族自治州建水县下辖的一个乡镇级行政单位。

## 行政区划
南庄镇下辖以下地区：
南庄铺村、小龙潭村、小新寨村、余官冲村、小营村、李伍村、大寨村、罗家坡村、羊街村、干龙潭村、勐曼村和羊街农场生活区。